# ميستري هاوس

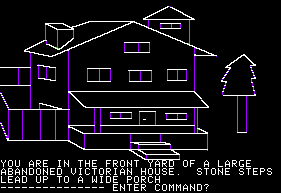
إحدى مراحل اللعبة في لعبة مايستري هاوس.

ميستري هاوس (بالإنجليزية: Mystery House)‏، هي لعبة فيديو من نوع مغامرات، أنتجت من قبل شركة آون لاين سيستمز سنة 1980م، وأعيد إصدارها سنة 1982م، وتعمل على نظامي آبل 2 و آي أو إس التابع لشركة آبل الأمريكية.

## وصلات خارجية
- ميستري هاوس على موبي غيمز
- Remake for Mac OS X 10.4